# FA Cup 1922/1923
Čtyřicátý osmý ročník FA Cupu (anglického poháru) se konal od 9. září 1922 do 28. dubna 1923.
Trofej získal poprvé v klubové historii Bolton Wanderers FC, který ve finále porazil West Ham United FC 2:0.